# Euler-lagrange-vergelijking
In de variatierekening is de euler-lagrange-vergelijking (of lagrange-vergelijking) een differentiaalvergelijking, waarvan de oplossingen functies zijn, waarvoor een gegeven functionaal stationair is. De vergelijking werd in de jaren 1750 opgesteld door de Zwitserse wiskundige Leonhard Euler en de Italiaans-Franse wiskundige Joseph Louis Lagrange. 
Omdat een differentieerbare functionaal stationair is in haar lokale maxima en minima, wordt de euler-lagrange-vergelijking gebruikt bij het oplossen van optimaliseringsproblemen, waarin men, gegeven een bepaalde functionaal, de minimaliserende (of maximaliserende) functie zoekt. Dit is analoog aan Fermats stationaire punten stelling in de analyse, die stelt dat als een differentieerbare functie een lokaal extreem bereikt, haar afgeleide gelijk is aan nul. 
In de lagrangiaanse mechanica wordt de evolutie van een natuurkundig systeem, vanwege het principe van Hamilton van stationaire actie, voor de actie van dit systeem beschreven door de oplossingen van de euler-lagrange-vergelijking. In de klassieke mechanica is de euler-lagrangevergelijking gelijk aan de bewegingswetten van Newton, maar heeft de vergelijking het voordeel dat zij in elk systeem van gegeneraliseerde coördinaten dezelfde vorm aanneemt. 

## Definitie
De euler–lagrange-vergelijking is de gewone differentiaalvergelijking
{\displaystyle L_{x}(t,q(t),q'(t))-{\frac {\mathrm {d} }{\mathrm {d} t}}L_{v}(t,q(t),q'(t))=0}
Daarin is {\displaystyle L(t,x,v)} een reëelwaardige functie met continue eerste partiële afgeleiden, en zijn {\displaystyle L_{x}} en {\displaystyle L_{v}} de partiële afgeleiden van {\displaystyle L} met betrekking tot het tweede en derde argument.
Als de dimensie van de ruimte {\displaystyle X} groter is dan 1, is dit een systeem van differentiaalvergelijkingen, een voor elke component:
{\displaystyle {\frac {\partial L(t,q(t),q'(t))}{\partial x_{i}}}-{\frac {\mathrm {d} }{\mathrm {d} t}}{\frac {\partial L(t,q(t),q'(t))}{\partial v_{i}}}=0\quad {\text{voor }}i=1,\ldots ,n}
De oplossing van de euler–lagrange-vergelijking is een functie {\displaystyle q} van een reëel argument {\displaystyle t} die een stationair punt is van de functionaal (actie)
{\displaystyle S(q)=\int _{a}^{b}L(t,q(t),q'(t))\,\mathrm {d} t},
waarin {\displaystyle q} de differentieerbare functie is die moet worden gevonden, waarvoor {\displaystyle q(a)=x_{a}} en {\displaystyle q(b)=x_{b}}
{\displaystyle q'} de afgeleide is van {\displaystyle q}:
{\displaystyle q':[a,b]\to T_{q(t)}X;\quad t\mapsto v=q'(t)}
en waarbij {\displaystyle TX} de raakbundel van {\displaystyle X}  is (de ruimte van mogelijke waarden van afgeleiden van functies met waarden in {\displaystyle X}).

## Voorbeeld
Zoek de reëelwaardige functie {\displaystyle q} op het interval {\displaystyle [0,1]}, met {\displaystyle q(0)=a} en {\displaystyle q(1)=b} waarvoor de lengte van de grafiek van {\displaystyle q} zo klein mogelijk is. Die lengte is
{\displaystyle S(q)=\int _{0}^{1}{\sqrt {\mathrm {d} t^{2}+\mathrm {d} q^{2}}}=\int _{0}^{1}{\sqrt {1+q'^{2}}}\,\mathrm {d} t}
De integrand is:
{\displaystyle L(t,x,y)={\sqrt {1+y^{2}}}}
De partiële afgeleiden zijn:
{\displaystyle {\frac {\partial L(t,x,y)}{\partial x}}=0}
en
{\displaystyle {\frac {\partial L(t,x,y)}{\partial y}}={\frac {y}{\sqrt {1+y^{2}}}}}
Dat geeft voor de euler–lagrange-vergelijking: 
{\displaystyle {\frac {\mathrm {d} }{\mathrm {d} t}}{\frac {q'(t)}{\sqrt {1+(q'(t))^{2}}}}=0}
waaruit volgt
{\displaystyle {\frac {q'(t)}{\sqrt {1+(q'(t))^{2}}}}=c({\text{onstant}})}
{\displaystyle q'(t)={\frac {c}{\sqrt {1-c^{2}}}}=b-a}
{\displaystyle q(t)=(b-a)t+a}
Dus de grafiek is een rechte lijn.